# 斯帕克角
斯帕克角（英語：Spark Point）是南極洲的海岬，位於南設得蘭群島中格林尼治島東北部，面積1.64平方公里，處於阿什角西北面4.57公里、威廉堡角以南8.06公里和內格拉角西南面6.43公里。

## 外部連結
- SCAR Composite Antarctic Gazetteer（页面存档备份，存于）.

62°26′36.7″S 59°43′35″W / 62.443528°S 59.72639°W